# Unidentified Mysterious Girlfriend
Unidentified Mysterious Girlfriend (tiếng Thái: รักแรกหายไป ได้ใครมาวะ?; RTGS: Rak Raek Hai Pai Dai Khrai Ma Wa?) là một bộ phim truyền hình Thái Lan phát sóng năm 2023 với sự tham gia của Korapat Kirdpan (Nanon), Tipnaree Weerawatnodom (Namtan) và Pansa Vosbein (Milk).
Bộ phim được đạo diễn bởi Thanate Limchaloen và sản xuất bởi GMMTV cùng với Parbdee Taweesuk. Đây là một trong 22 dự án phim truyền hình trong năm 2022 được GMMTV giới thiệu trong sự kiện "GMMTV 2022 Borderless" vào ngày 1 tháng 12 năm 2021. Tuy nhiên, bộ phim bị lùi lại sang năm 2023, được phát sóng vào lúc 20:30 (ICT), Chủ nhật trên GMM 25 và có mặt trên nền tảng trực tuyến TrueID vào 22:30 (ICT) cùng ngày, bắt đầu từ ngày 12 tháng 3 năm 2023. Bộ phim kết thúc vào ngày 4 tháng 6 năm 2023.

## Nội dung
10 năm trước, Mew (Korapat Kirdpan) và Erng (Pansa Vosbein) cùng đi chơi trong rừng. Tuy nhiên, Mew đã lạc mất Erng và kể từ đó, không ai còn thấy Erng xuất hiện nữa. 10 năm sau, cũng tại khu rừng đó, Mew và nhóm bạn gồm Fahsai (Tipnaree Weerawatnodom), Jack (Sattabut Laedeke) và O (Harit Cheewagaroon) cùng nhau cắm trại. Bỗng nhiên, một hiện tượng kỳ lạ xảy ra và một cô gái tự xưng là Erng xuất hiện. Từ đây, mọi người bắt đầu nghi ngờ về nguồn gốc của cô gái đó và bắt tay vào cuộc để điều tra.

## Diễn viên

### Diễn viên chính
- Korapat Kirdpan (Nanon) vai Mew
- Tipnaree Weerawatnodom (Namtan) vai Fahsai
- Pansa Vosbein (Milk) vai Erng

### Diễn viên phụ
- Sattabut Laedeke (Drake) vai Jack
- Harit Cheewagaroon (Sing) vai O
- Thanakorn Chinakul (Beau) vai Kit
- Kittipat Chalaragse (Golf) vai Nam
- Madame Mod vai 42
- Nantapat Apiwat (Neve) vai Mew (nhỏ)
- Keetapat Pongruea (Pleng) vai Erng (nhỏ)

### Khách mời
- Thanaset Suriyapornchaikul (Euro) vai Boss (Tập 1, 3, 4)
- Varakorn Varuncharoentham (Mon) vai nhân viên tiệm game (Tập 1)
- Yanee Tramoth vai Hiệu trưởng
- Thachai Komolphet (Pat) vai bố của Erng
- Pintira Singhaseem (Tonaoy) vai mẹ của Erng
- Watthana Rujirojsakul (Bom)

## Nhạc phim
| Tên bài hát                                                                        | Thể hiện                | Ref.  |
| ---------------------------------------------------------------------------------- | ----------------------- | ----- |
| สิ่งมหัศจรรย์ที่ไม่มีรูปแบบ (Unidentified Wonder) (Sing Ma-hat Sa-chan Thi Mai Mi Rup Baep) | Korapat Kirdpan (Nanon) | [ 5 ] |